# Sebastian Tauerbach

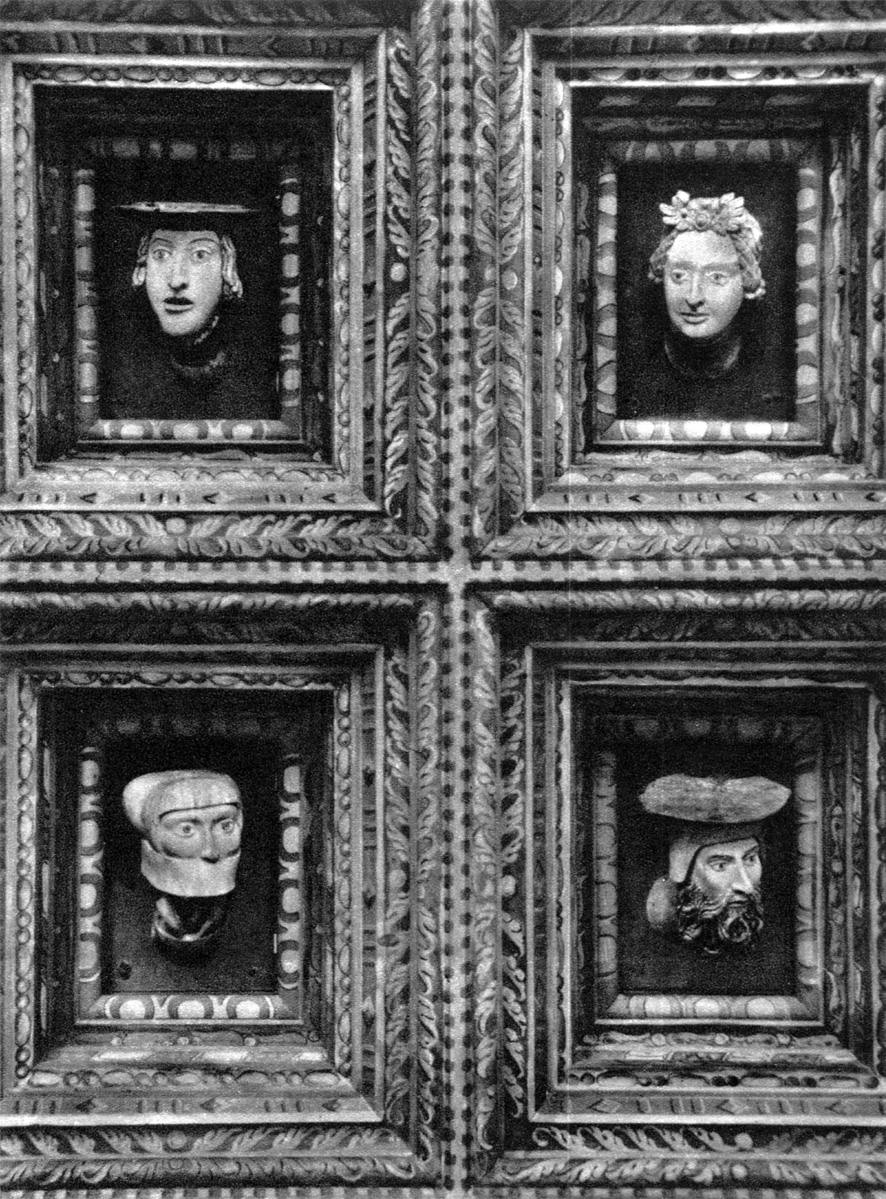
Wawel-Köpfe

Sebastian Tauerbach († 1552 in Krakau) war ein Bildhauer und -schnitzer der Spätgotik aus Breslau. Er war in der ersten Hälfte des 16. Jahrhunderts vor allem in Krakau tätig. Er arbeitete oft mit Hans Snycerz zusammen.

## Schaffen
Von den Werken Sebastian Tauerbachs sind insbesondere die um 1540 geschaffenen 194 Wawel-Köpfe im Abgeordnetensaal des Königsschlosses auf dem Wawel in Krakau erhalten.